# Grawiera
Grawiera (ngr. γραβιέρα) – grecki łagodny twardy ser żółty, wytwarzany zwykle z mleka owczego.
Po fecie drugi co do popularności ser grecki, o barwie od jasno- do ciemnożółtej, nieznacznej perforacji i o nieco orzechowym posmaku. Niezbyt tłusty (40%); nadaje się do ucierania jako smakowy dodatek do potraw.
Produkowany w krągłych gomółkach z mleka owczego. W smaku bywa słodkawy. 
W swoistych odmianach wyrabiany z mleka owczego z dodatkiem koziego na Krecie (z posmakiem karmelowym) oraz na Naksos (z przewagą mleka krowiego). W kuchni europejskiej na ogół porównywalny ze szwajcarskim serem gruyère.